# Kusalapur, Shirhatti
Kusalapur là một làng thuộc tehsil Shirhatti, huyện Gadag, bang Karnataka, Ấn Độ.